# Unterwegs mit Jungs
Unterwegs mit Jungs (Originaltitel: Riding in Cars with Boys) ist eine US-amerikanischeTragikomödie aus dem Jahr 2001 der Regisseurin Penny Marshall. Der Film ist eine Adaption der gleichnamigen Autobiographie der Schriftstellerin Beverly Donofrio.

## Handlung
Die fünfzehnjährige Beverly Donofrio lebt Mitte der 1960er-Jahre in einer Kleinstadt in Connecticut und träumt von einer Karriere als Schriftstellerin. Sie lernt den kaum älteren Ray Hasek kennen, verliebt sich und wird bald darauf von ihm schwanger. Obwohl sich die beiden kaum kennen, gibt Beverly dem Druck der gesellschaftlichen Normen und Moralvorstellungen nach und heiratet Ray. Ihr Vater, der Polizist Leonard, bedankt sich während der Hochzeit bei den Gästen, die Familie in der Zeit der „schweren Probe“ beizustehen. Fay, Beverlys beste Freundin, hält ebenfalls eine Rede, in der sie ihrer Freundin beisteht und vor allen Gästen gesteht, ebenfalls schwanger zu sein.
Beverly schafft es, ein Anglistik-Studium zu beginnen und hofft auf eine Stelle an der Universität. Während des Bewerbungsgesprächs soll Ray auf den gemeinsamen Sohn Jason aufpassen, lässt sie aber trotz der Vereinbarung hängen. Beverly muss Jason zum Vorstellungsgespräch mitnehmen und wird als nicht belastbar genug abgelehnt. Zuhause kommt es zum Streit zwischen Beverly und Ray. Um die Familie durchzubringen, beginnt Beverly in einem Fastfoodladen zu arbeiten.
Beverly und Ray trennen sich einige Zeit später aufgrund seiner Drogensucht und Beverly wird zur alleinerziehenden Mutter. Weil das Geld knapp wird, verarbeitet sie gemeinsam mit Fay in ihrer Küche Marihuana. Dabei wird sie von der Polizei erwischt und Fay muss daraufhin zu ihrem Bruder nach Arizona ziehen.
Weitere Jahre später wird Beverly eine angesehene Schriftstellerin und will ein autobiografisches Buch herausgeben. Der Verlag verlangt, dass Ray es schriftlich genehmigt, Details aus dem gemeinsamen Leben zu veröffentlichen. Beverly fährt mit ihrem inzwischen erwachsenen Sohn Jason zurück in ihre Heimatstadt. Jason ist schockiert, seinen inzwischen völlig heruntergekommenen Vater Ray zu sehen. Obwohl Rays neue Lebensgefährtin für die Einwilligung zunächst eine hohe Geldsumme verlangt, unterschreibt Ray das Dokument. Ray gesteht seinem Sohn, dass er in seinem Leben viel Mist gebaut hat und sich oft vorstellt, wie gern er ihn mit großgezogen hätte.
Jason erzählt seiner Mutter, dass er mit seiner Freundin, Fays Tochter, zusammenziehen will. Beverly ist überrascht, lange nichts über die Beziehung gewusst zu haben, überlässt aber Jason das Auto, damit er seine Freundin besuchen kann. Beverly ruft ihren Vater an, der sie in der letzten Szene von einem Parkplatz abholt.

## Kritiken
Der Film stieß in den USA auf gemischte Resonanz. Die Webseite Rotten Tomatoes wertete von 110 Kritiken insgesamt 49 Prozent als tendenziell positiv. Zusammenfassend heißt es dort: „Unterwegs mit Jungs scheitert an der Mischung von Drama und Pathos mit Süßlichkeit und Comedy. Ironischerweise finden viele Kritiker Zahns Figur fesselnder und dreidimensionaler als die von Barrymore.“ In Deutschland wurde der Film größtenteils positiv besprochen. Die Rhein-Zeitung vom 8. März 2002 pries die Hauptdarsteller und den Soundtrack, und die Süddeutsche Zeitung vom 12. März 2002 nannte die schauspielerischen Leistungen „brillant“ und lobte Penny Marshall für die klischeefreie Inszenierung.

## Auszeichnungen
Der Film gewann den Prism Award und Penny Marshall wurde mit dem Preis des Festival du Film Les journées romantiques de Cabourg ausgezeichnet. Drew Barrymore erhielt eine Nominierung für den Teen Choice Award, Skye McCole Bartusiak für den Young Artist Award.